# 厄尔特旺
厄尔特旺（法語：Heurtevent，法語發音：[œʁtəvɑ̃] ⓘ）是法国卡尔瓦多斯省的一个旧市镇，属于利雪区。2016年，厄尔特旺与临近的21个市镇合并为新市镇利瓦罗派多日。

## 地理
厄尔特旺（48°59'13"N, 0°7'54"E）面积5.86 平方千米，位于法国诺曼底大区卡爾瓦多斯省，该省份为法国西北部沿海省份，北濒大西洋英吉利海峡，东北与滨海塞纳省以海上边界相接，东临厄尔省，南至奧恩省，西与芒什省接壤。
与厄尔特旺接壤的市镇（或旧市镇、城区）包括：拉布雷维耶尔、拉沙佩勒欧特格吕、利瓦罗、勒梅尼勒巴克莱、蒙维耶特、托尔蒂桑贝尔、卢东。

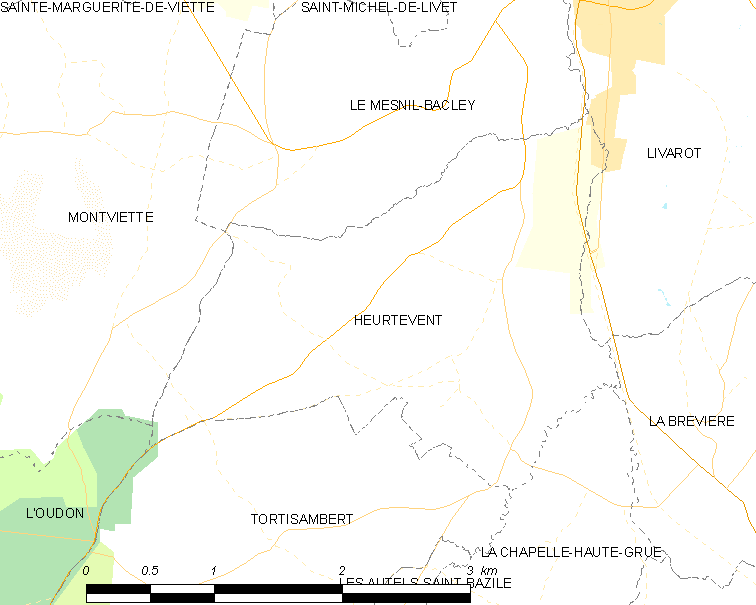
厄尔特旺的OSM定位图

厄尔特旺的时区为UTC+01:00、UTC+02:00（夏令时）。

## 行政
厄尔特旺的邮政编码为14140，INSEE市镇编码为14330。

## 政治
厄尔特旺所属的省级选区为利瓦罗派多日县。

## 人口

1962-2008年间厄尔特旺人口变化图示

厄尔特旺于2018年1月1日时的人口数量为191人。